# Ботанический сад Северной Каролины
Ботанический сад Северной Каролины (англ. North Carolina Botanical Garden) ― ботанический сад, принадлежащий Университету Северной Каролины на Чапел-Хилле (UNC). Занимает площадь около 2,8 км² и ещё 850 м² занимает зона природного заповедника.

## История
История ботанического сада начинается в 1903 году, когда профессор университета Уильям Чамберс Кокер начал высаживать деревья и кустарники на территории центрального кампуса (ныне здесь располагается дендрарий Кокера). В 1952 году попечители университета приняли решение выделить лесистый участок размером в 280 м² на нужды ботанического сада. Ещё один земельный участок размером в 420 м² был подарен Уильямом Ланье Хантом. В 1960-х годах сад был значительно расширен. В 2009 году здесь также был построен Образовательный центр Джеймса и Делайта Алленов. Здание было возведено по проекту архитектора Фрэнка Хармона.
На данный момент в саду имеются 14 аллей. Всего в саду растут около 5 900 экземпляров растений, который представляют около 2 500 из 4 700 видов растений, эндемичных в Северной и Южной Каролине, или натурализованных в данных местах. Ботанический сад является крупнейшим учреждением своего рода на всё юго-востоке США.
На территории ботанического сада также находится лесной домик, в котором драматург и профессор Пол Грин (1894―1981) провёл большую часть своих исследований и написал большинство своих сочинений. Постройка была перенесена в сад в 1991 году.